# 莱图雷特
莱图雷特（法語：Les Tourrettes，法語發音：[le tuʁɛt]）是法国德龙省的一个市镇，位于该省西南部，属于尼永斯区。

## 地理
莱图雷特（44°39'41"N, 4°47'22"E）面积7.34 平方千米，位于法国奥弗涅-罗讷-阿尔卑斯大区德龙省，该省份为法国东南部内陆省份，北起顺时针与伊泽尔省、上阿尔卑斯省、上普罗旺斯阿尔卑斯省、沃克吕兹省和阿尔代什省接壤。
与莱图雷特接壤的市镇（或旧市镇、城区）包括：克吕阿斯、拜克斯、孔迪亚克、拉库库尔德、米尔芒德、罗讷河畔索尔斯。

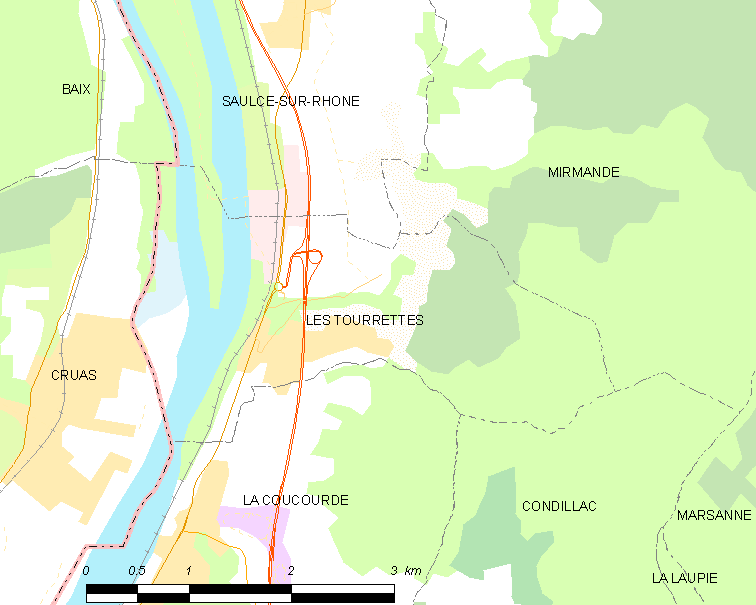
莱图雷特的OSM定位图

莱图雷特的时区为UTC+01:00、UTC+02:00（夏令时）。

## 行政
莱图雷特的邮政编码为26740，INSEE市镇编码为26353。

## 政治
莱图雷特所属的省级选区为蒙特利马尔第一县。

## 人口

1962-2008年间莱图雷特人口变化图示

莱图雷特于2022年1月1日时的人口数量为1084人。